# Affaire des Mirages

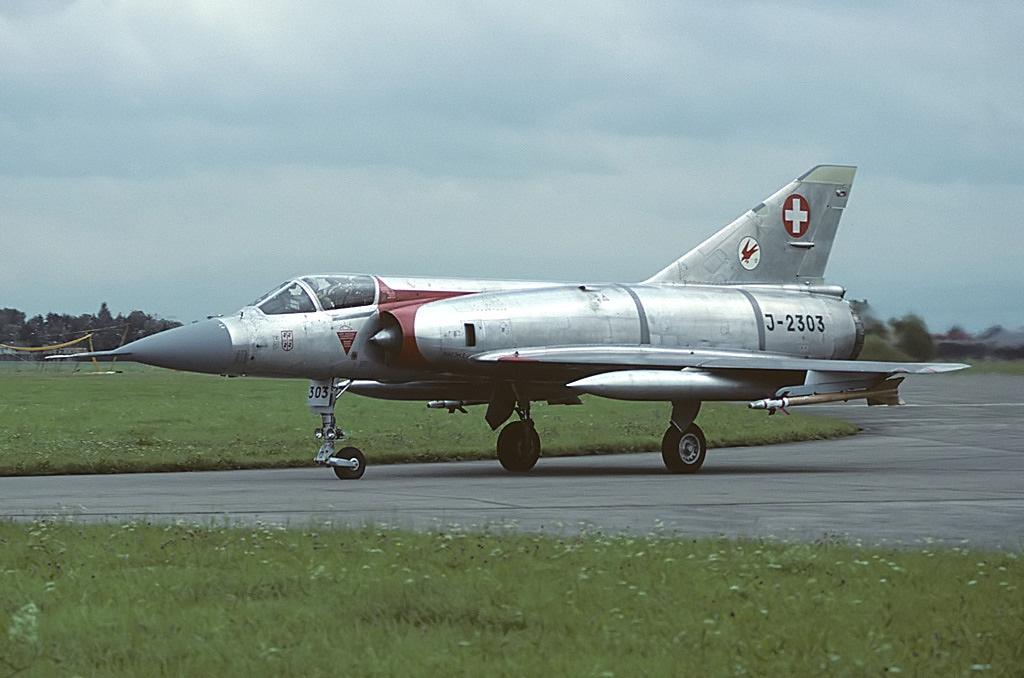
Un Mirage IIIS à Dübendorf en 1988.

Ne doit pas être confondu avec Affaire des Mirages de Taïwan.
L'affaire des Mirages est l'un des principaux scandales politiques suisses du XXe siècle. En 1961, l'Assemblée fédérale approuve une commande d'un montant de 870 millions de francs pour l'acquisition d'une centaine d'avions de chasse Mirage III du constructeur français Dassault. En raison d'énormes dépassements de budget, seules 57 unités ont finalement été achetées. Ce scandale a eu de profonds effets sur la politique de défense suisse.

## Contexte
Dans les années 1950, les forces aériennes suisses acquièrent des avions à réaction de Havilland Vampire et Venom. À partir de 1958, 100 avions de chasse britanniques Hawker Hunter sont mis en service. Deux projets d'avions militaires suisses (EFW N-20 Aiguillon et FFA P-16) avaient déjà atteint le stade des tests de prototype. Cependant, après un crash, la série commandée ne fut jamais livrée, principalement pour des raisons politiques et militaires : il s'agissait d'un avion d'attaque et non d'un chasseur. Aucun de ces avions (suisses ou non) ne pouvait atteindre la vitesse du son.
Après l'intensification de la guerre froide lié au soulèvement hongrois de 1956 et avec la mécanisation/modernisation progressive des forces armées européennes, une nouvelle organisation de l'armée (armée 61 (de)) axé sur la mobilité est mise en place au début des années 1960, ce qui implique de vastes projets de réarmement. A la direction de l'armée comme ailleurs en Europe, la principale école de pensée était alors orientée vers le développement organisationnel et technologique des grandes puissances européennes et, entre autres, vers l'armement nucléaire. L'armée 61 est faite notamment pour assurer une couverture aérienne aux divisions blindées. En plus des avions précédemment cités et encore en service, les forces aériennes cherchaient à acquérir une flotte d'avions modernes à hautes performances, également dans la perspective de l'armement nucléaire et pouvant se mesurer aux Mig soviétiques les plus récents.

## Sélection des avions

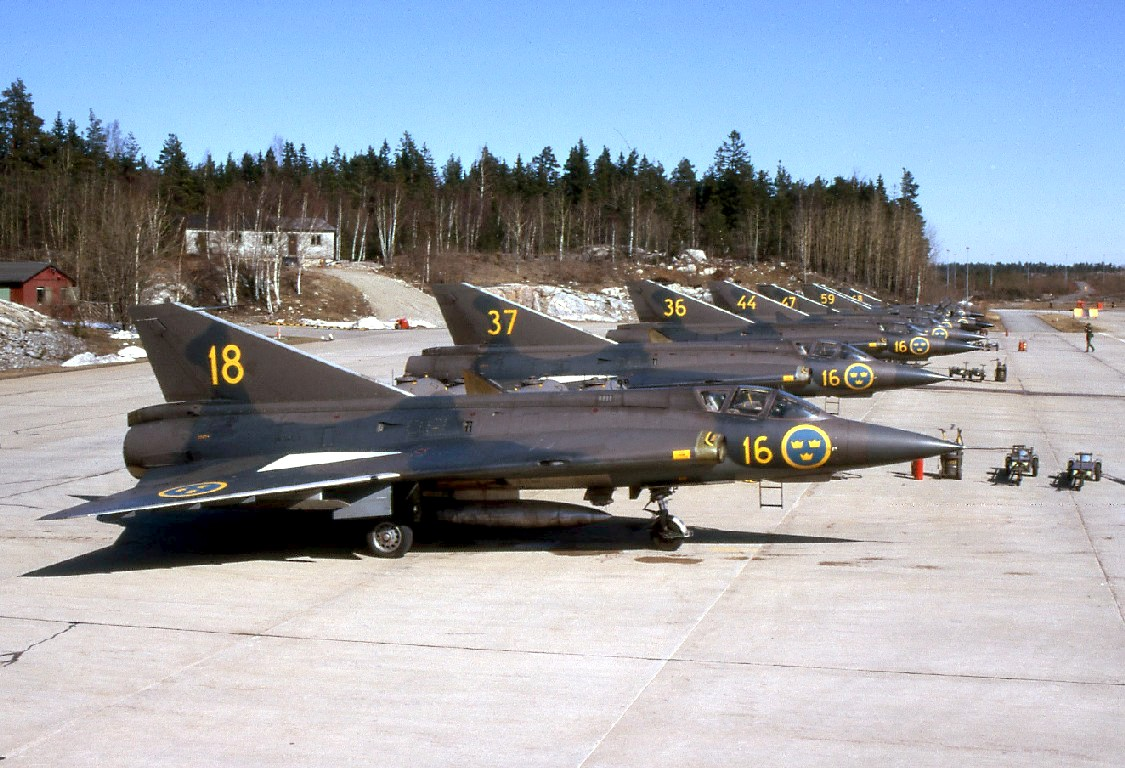
Saab Draken

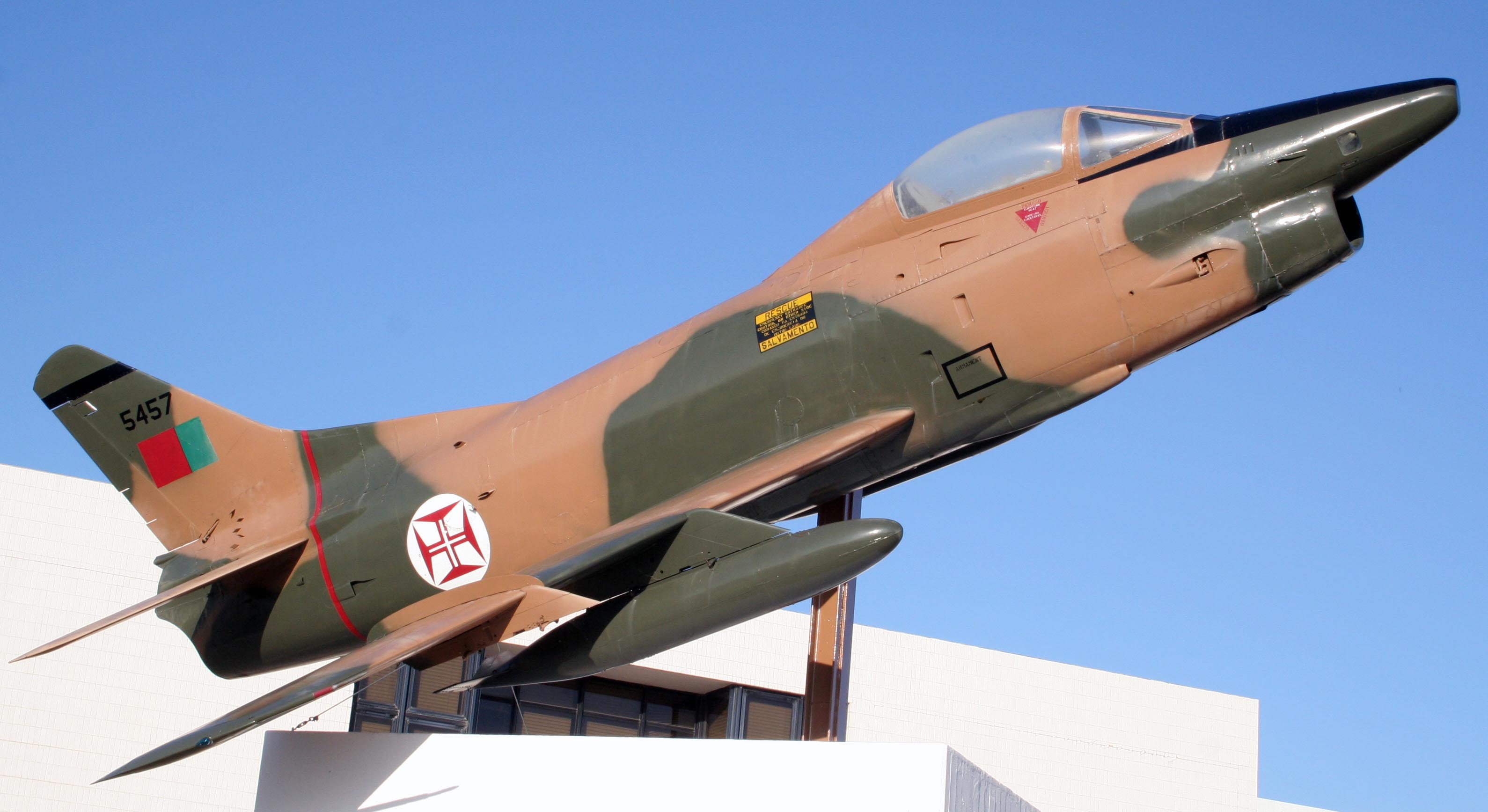
Fiat G.91

Un "groupe de travail pour l'acquisition d'avions militaires" (en allemand : Arbeitsgruppe für militärische Flugzeugbeschaffung, AGF), composé de trois personnes, est créé avec pour objectif de sélectionner les avions qui seront achetés par la suite. Le chef d'état-major (de), Jakob Annasohn (de), charge le commandant des Troupes d’aviation et de DCA, le divisionnaire Etienne Primault (de), d'établir un cahier des charges, qui par la suite n'aboutit pas. Plusieurs modèles d'avions ont été évalués, notamment lors de vols d'essais : le Saab 35 Draken, le Lockheed F-104 Starfighter, le Grumman F-11 Tiger, le Mirage IIIC et le Fiat G.91.

## Commande des MirageIII

### Accord de l'Assemblée
L'AGF se prononce en fin de compte en faveur du Mirage IIIC. Le Conseil fédéral suit cette recommandation, et sollicite en 1961 un prêt de 828 millions de francs pour une centaine d'avions. Le prix estimé est fixé par les membres du groupe, mais est bien trop bas : il ne concerne que la version "de base" de l'avion, sans aucune modification. Malgré tout, et sans vérifications appuyées, la commande est approuvée par les chambres fédérales.

### Adaptations spécifiques
Le cockpit et le moteur sont fabriqués sous licence en Suisse. Contrairement au Mirage IIIC, le Département militaire fédéral (DMF) souhaite que les Mirage IIIS (pour Suisse) soient équipées d'un système TARAN (radar tactique et système de navigation), radar qui permet également d'utiliser des missiles guidés américains AIM-26 Falcon. De plus, l'armature devait être renforcée pour pouvoir faire des décollages assistés par réaction. Il était également envisager d'y ajouter une crosse d'appontage permettant des atterrissages courts. Donc, beaucoup de modifications, d'ajouts qui ont un coût.

### Coûts supplémentaires
Une deuxième estimation du coût total s'élève à 1,1 milliard de francs, calculée par la Commission des marchés (en allemand : Beschaffungskommission). Pour réduire au maximum les coûts, le commandement des forces aériennes n'a pas fait appliquer les frais supplémentaires liés au prêt demandé. En pleine construction des avions, il a été notifié que l'avance d'argent – déjà conséquente – ne suffirait pas au règlement de tous les avions. Marcel Kaiser, rédacteur en chef du journal Die Weltwoche, a été le premier à publier – vraisemblablement grâce à une source dans l'armée – un article révélateur qui a fait l'effet d'une bombe. En 1964, le Conseil fédéral demande un crédit supplémentaire de 576 millions de francs que les chambres fédérales rejettent.

## Commission d'enquête parlementaire

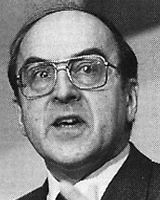
Kurt Furgler

Pour la première fois dans l'histoire de la Suisse, une commission d'enquête parlementaire (CEP) a été créée pour clarifier la situation. Trois de ses membres ont par la suite été élus au Conseil fédéral, à savoir Kurt Furgler, Rudolf Gnägi et Pierre Graber. Le rapport de cette commission conclut, entre autres :
« La commande de 1961 a été rédigée de manière faussée, négligeant certaines parties et mentant sur certains aspects. »
Par conséquent, le divisionnaire Primault est renvoyé, Annasohn et le conseiller fédéral Paul Chaudet sont poussés à la démission. Le DMF est réorganisé, le contrôle parlementaire renforcé et la commande réduite de 100 à 57 avions. Une deuxième demande de crédit supplémentaire (cette fois incontournable) de 150 millions est acceptée par le parlement en 1965. Celui-ci vient compléter un emprunt de 200 millions du 7 octobre 1964.

## Conséquences

### Militaires et stratégiques

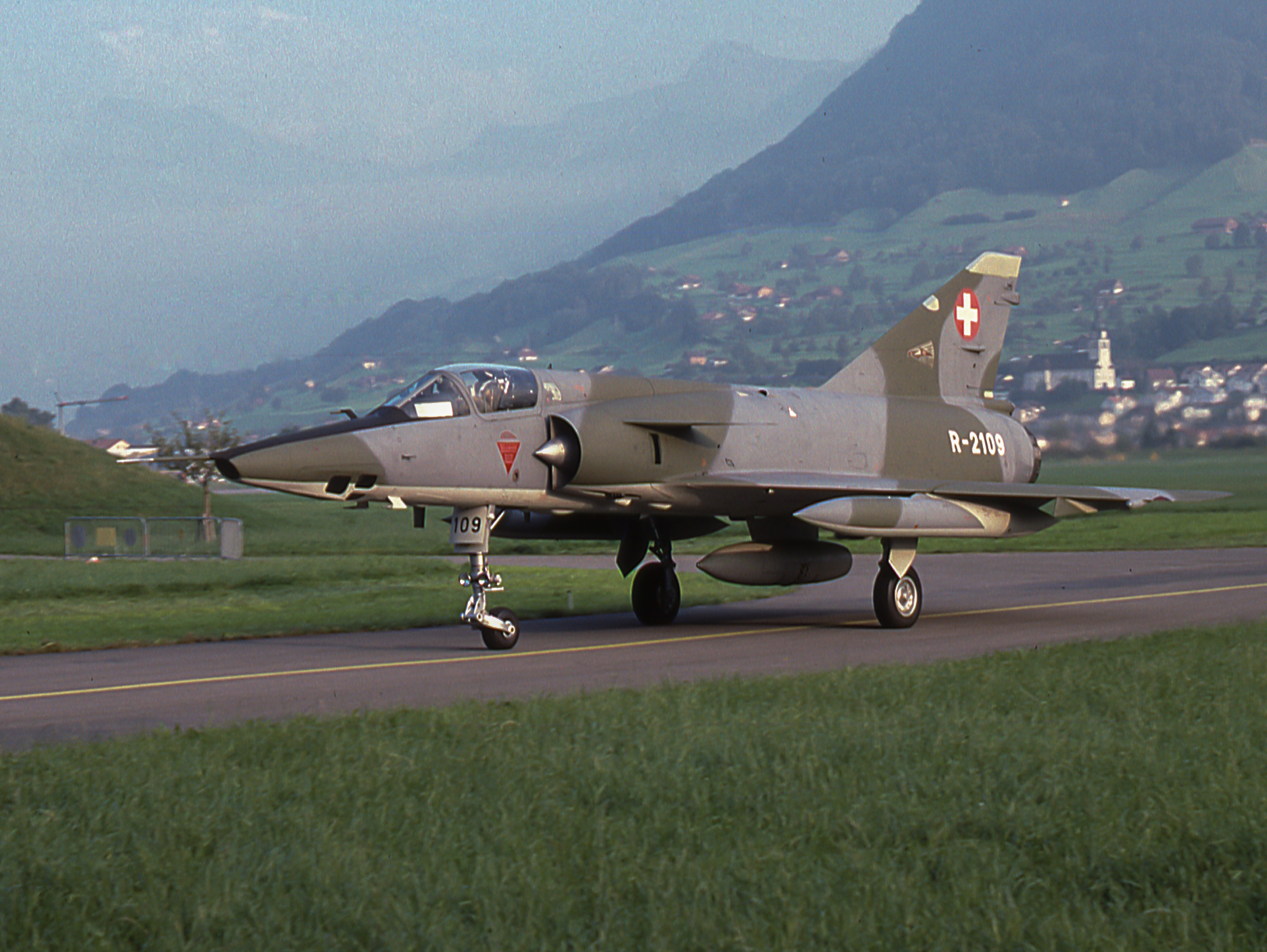
Un Mirage IIIRS à Buochs en 1998.

Les missions et les objectifs que le DMF s'était fixés n'étaient plus atteignables en raison du nombre réduit d'appareil finalement achetés et livrés. Ses activités ont été redéfinies, les Mirage ne s'occupant que de la défense aérienne (Mirage IIIS) et de la reconnaissance aérienne (Mirage IIIRS). Cela remet également en cause le concept même d'armée 61.
Malgré cet échec retentissant et compte tenu également de l'apaisement des tensions internationales du milieu des années 1960, l'Assemblée demande en 1964, à la demande du député socialiste schaffhousois Walther Bringolf, que le Conseil fédéral revoie sa défense de manière globale, avec pour objectif final de corriger drastiquement le cap militaro-politique suisse. Sous le mot-clé "défense", un compromis a émergé entre le paradigme qui visait à l'instauration de l'armée 61, qui s'appuyait sur les stratégies dignes des grandes puissances militaires, et des approches alternatives, notamment en termes de défense spatiale (de).

### Administratives
Autre conséquence, le partage par un seul organisme des décisions militaires et économiques a été abandonné. Pour cela, la gestion de l'approvisionnement et de la production de matériel militaire ont été regroupes en une seule et même agence, le Groupe des services de défense (de) (GSD). En 1994, les entreprises de production spécialisées dans le domaine militaire ont été placées sous le traitement du GSD, dont le nom a été changé l'année suivante en Groupe de l'armement, qui est aujourd'hui connu sous le nom d'Armasuisse.

### Utilisation des Mirage

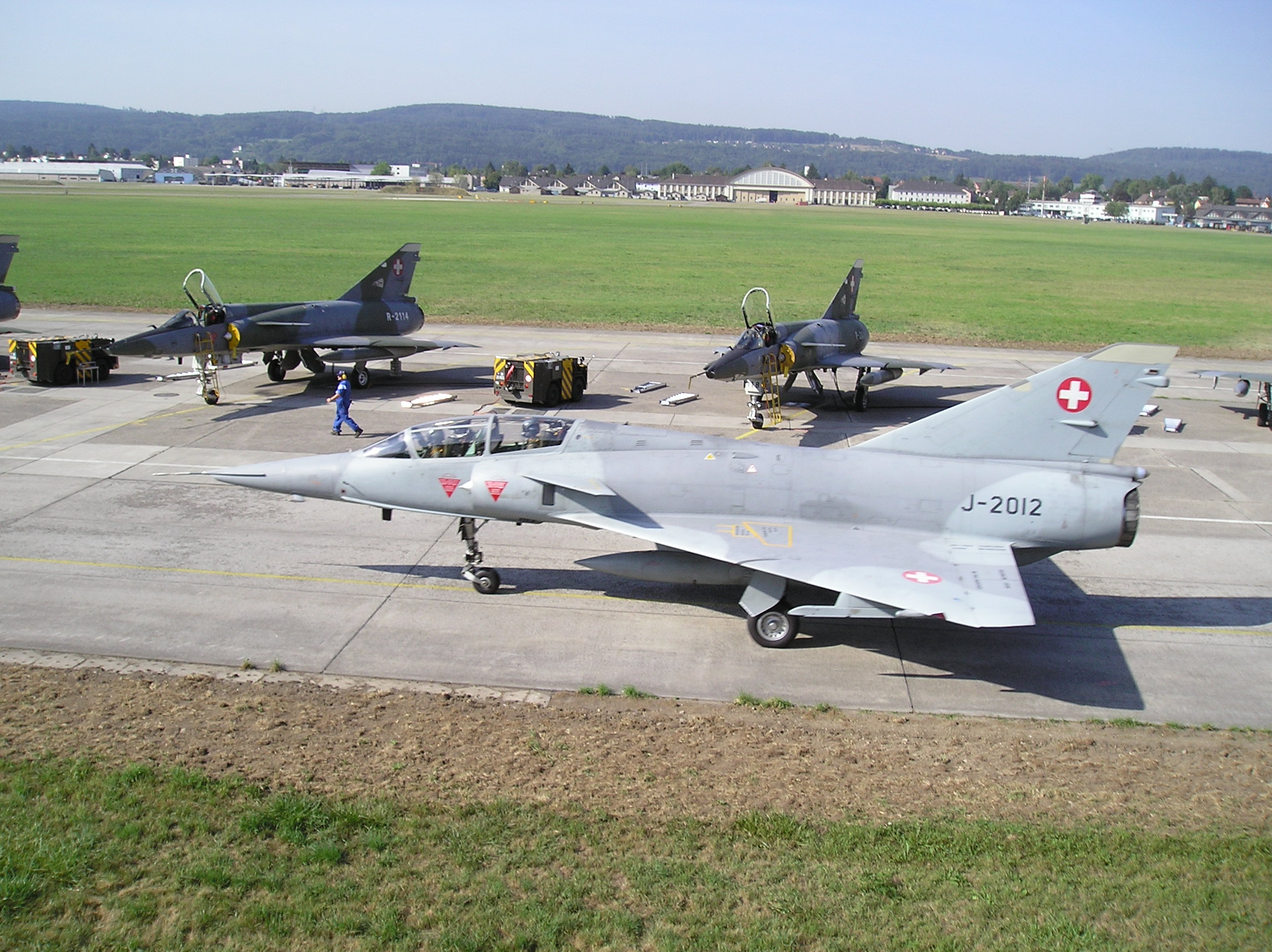
Un Mirage IIIDS et deux Mirage IIIRS à Dübendorf en 2003, leur dernière année de service.

Même s'ils n'ont pas accompli pleinement leurs missions d'origine, les Mirage ont servi pendant près de 40 ans dans les Forces aériennes suisses. Les Mirages suisses ont été livrés à partir de 1965, et utilisés à partir de 1966 pour la reconnaissance (18 Mirage IIIRS), la formation des pilotes (2 Mirage IIIBS), les 36 Mirage IIIS étant répartis dans deux escadrilles de chasse. Quatre avions d'entraînement supplémentaires ont été achetés en 1969, 1971 et 1983 (Mirage IIIDS). Malgré un mauvais départ, l'utilisation par l'armée suisse de ces Mirage est un véritable succès, les derniers modèles (Mirage IIIRS, IIIBS et IIIDS) volant jusqu'en 2003. L'ensemble de la flotte accumula quelque 155 000 heures de vol et connu le taux d'attrition le plus faible de toutes les flottes de Mirage III.